# Blaesoxipha putilla
Blaesoxipha putilla är en tvåvingeart som först beskrevs av Henry J. Reinhard 1947.  Blaesoxipha putilla ingår i släktet Blaesoxipha och familjen köttflugor. Inga underarter finns listade i Catalogue of Life.